# 소데시정
소데시정(일본어: 袖師町)은 일본 시즈오카현 이하라군에 설치되었던 정이다. 현재의 시즈오카시 시미즈구에 해당한다.